# Stanowisko ogniowe

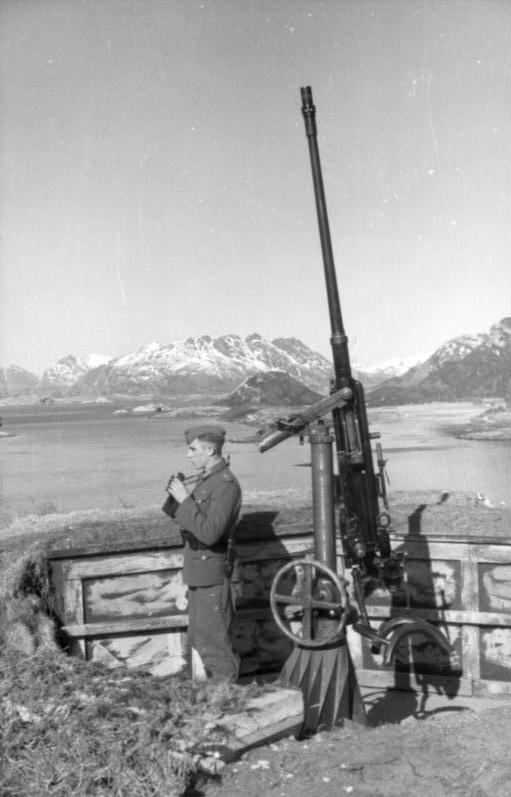
Stanowisko ogniowe

Stanowiska ogniowe (SO) – miejsce zajęte lub przygotowane do zajęcia przez broń w celu prowadzenia z niego ognia. Jest to również rejon zajęty lub przygotowany do zajęcia przez działo do wykonania zadań ogniowych. Stanowisko ogniowe baterii (plutonu) składa się z miejsc dla dział i miejsca wozu dowodzenia dowódcy baterii (dowódcy plutonu ogniowego, oficera ogniowego).

## Podział stanowisk ogniowych
Ze względu na przeznaczenie SO dzielą się na: 
- główne − służy do wykonywania zasadniczych zadań ogniowych;
- tymczasowe − służy do wykonywania pojedynczych zadań ogniowych, które nie mogą (i nie powinny) być wykonane z głównego SO;
- zapasowe − na zapasowe SO wykonuje się manewr baterią lub plutonem w wypadku zaistnienia planowanej lub wymuszonej zmiany SO;
- pozorne − wykorzystywane są do strzelania przez działa (baterie) wędrowne, w celu wprowadzenia nieprzyjaciela w błąd co do liczby i rozmieszczenia rzeczywistych SO.

Dla pododdziałów przeciwpancernych pocisków kierowanych mogą być również wyznaczone stanowiska wyczekiwania.
W zależności od stopnia ukrycia przed obserwacją naziemną nieprzyjaciela stanowiska ogniowe dzielimy na :
- odkryte − przeznaczone do strzelania na wprost; sprzęt nie jest ukryty przed naziemną obserwacją nieprzyjaciela (jeśli jest zamaskowany, może być obserwowany po rozpoczęciu ognia);
- półzakryte − ukrywają przed naziemną obserwacją nieprzyjaciela tylko sprzęt, nie ukrywają błysku, dymu i kurzu;
- zakryte − chroni rozmieszczony na nich sprzęt przed naziemną obserwacją nieprzyjaciela, ukrywa kurz, błysk i dym powstały podczas strzelania.

Zależnie od stopnia przygotowania stanowiska ogniowe mogą być:
- przygotowane – miejsce SO jest rozpoznane, określone są współrzędne prostokątne płaskie i wysokość bezwzględna co najmniej działa kierunkowego, wystawiono tyczki wjazdu i określono odchylenia zasadnicze na punkty ustalenia oraz najmniejsze celowniki dla wszystkich dział;
- częściowo przygotowane – miejsce SO jest rozpoznane, określono współrzędne prostokątne płaskie, wysokość bezwzględną działa kierunkowego, odchylenia zasadnicze na punkty ustalenia oraz najmniejsze celowniki tylko dla działa kierunkowego
- nieprzygotowane.

W zależności od odstępów między działami stanowisko ogniowe może być:
- zwarte – odstępy między działami wynoszą 30–100 m;
- rozśrodkowane – odstępy między działami są nie mniejsze niż 150 m;